# Кандерн
Кандерн (њем. Kandern) град је у њемачкој савезној држави Баден-Виртемберг. Једно је од 35 општинских средишта округа Лерах. Према процјени из 2010. у граду је живјело 8.120 становника. Посједује регионалну шифру (AGS) 8336045.

## Географски и демографски подаци
Кандерн се налази у савезној држави Баден-Виртемберг у округу Лерах. Град се налази на надморској висини од 352 метра. Површина општине износи 62,3 km². У самом граду је, према процјени из 2010. године, живјело 8.120 становника. Просјечна густина становништва износи 130 становника/km².

## Међународна сарадња
| Мјесто | Држава    | Врста сарадње | Од    |
| ------ | --------- | ------------- | ----- |
|        | Француска | партнерство   | 1985. |
| Извор  |           |               |       |